# Discografie van Dopebwoy
Hieronder volgt de discografie van de Nederlandse rapper Dopebwoy, met name zijn albums en zijn nummers met een notering in een hitlijst. 

## Albums
| Album        | Verschijnen       | Label        | Hitlijsten | Hitlijsten | Hitlijsten | Hitlijsten | Opmerkingen                        |
| Album        | Verschijnen       | Label        | BE (VL)    | BE (VL)    | NL         | NL         | Opmerkingen                        |
| Album        | Verschijnen       | Label        | Piek       | Weken      | Piek       | Weken      | Opmerkingen                        |
| ------------ | ----------------- | ------------ | ---------- | ---------- | ---------- | ---------- | ---------------------------------- |
| Nieuw goud   | 24 maart 2017     | Avalon Music | —          | —          | 36         | 3          | Studioalbum                        |
| Andere flex  | 15 december 2017  | Avalon Music | —          | —          | 31         | 13         | Studioalbum / Goud in Nederland    |
| Forever lit  | 3 mei 2019        | Avalon Music | 20         | 34         | 1 (1 wk)   | 73         | Studioalbum / Platina in Nederland |
| Hoogseizoen  | 30 oktober 2020   | Forever Lit  | 29         | 52         | 3          | 88         | Studioalbum / Platina in Nederland |
| Turbulentie  | 13 mei 2022       | Forever Lit  | 62         | 6          | 3          | 18         | Studioalbum                        |
| Koude kermis | 26 september 2024 | Warner       | 104        | 4          | 13         | 7          | Studioalbum                        |

## Nummers met notering(en) in een hitlijst
| Lied                                                   | Verschijnen       | Album                                      | Hitlijsten | Hitlijsten | Hitlijsten  | Hitlijsten  | Hitlijsten   | Hitlijsten   | Opmerkingen                   |
| Lied                                                   | Verschijnen       | Album                                      | BE (VL)    | BE (VL)    | NL (Top 40) | NL (Top 40) | NL (Top 100) | NL (Top 100) | Opmerkingen                   |
| Lied                                                   | Verschijnen       | Album                                      | Piek       | Weken      | Piek        | Weken       | Piek         | Weken        | Opmerkingen                   |
| ------------------------------------------------------ | ----------------- | ------------------------------------------ | ---------- | ---------- | ----------- | ----------- | ------------ | ------------ | ----------------------------- |
| Cartier (met Chivv en 3robi)                           | 23 juni 2017      | Andere flex                                | tip22      | —          | tip1        | —           | 5            | 34           | Vijfmaal platina in Nederland |
| Alles contant (met Jermaine Niffer en Jozo)            | 3 november 2017   | —                                          | —          | —          | —           | —           | 75           | 2            |                               |
| Afstand                                                | 10 november 2017  | Andere flex                                | —          | —          | —           | —           | 51           | 3            | Goud in Nederland             |
| Obesitas (met Ali B en Mula B)                         | 24 november 2017  | Patser soundtrack                          | tip39      | —          | —           | —           | 58           | 2            |                               |
| Interessant (met Keizer)                               | 19 januari 2018   | —                                          | —          | —          | —           | —           | 89           | 1            |                               |
| Fluister (met Jayh, Jonna Fraser en Zefanio)           | 2 februari 2018   | 10 (van Jayh)                              | —          | —          | —           | —           | 43           | 3            | Goud in Nederland             |
| Loco (met Yung Felix en Poke)                          | 9 maart 2018      | Yung Pokro (van Yung Felix en Poke)        | tip26      | —          | —           | —           | 12           | 32           | Dubbelplatina in Nederland    |
| Drip (met SFB en Leafs)                                | 30 maart 2018     | Reset the levels III                       | tip        | —          | tip4        | —           | 4            | 15           | Platina in Nederland          |
| Bom 't (met Jayh, Mula B en Bizzey)                    | 11 mei 2018       | 10 (van Jayh)                              | —          | —          | —           | —           | 42           | 6            |                               |
| Salaris (met Bizzey)                                   | 29 juni 2018      | Forever lit                                | —          | —          | —           | —           | 98           | 1            | Goud in Nederland             |
| My money (met $hirak, Bokoesam en Bizzey)              | 24 augustus 2018  | —                                          | tip        | —          | —           | —           | 36           | 11           | Platina in Nederland          |
| Trophies                                               | 7 september 2018  | Forever lit                                | —          | —          | —           | —           | 68           | 2            |                               |
| Santo Domingo (met Yxng Bane)                          | 15 februari 2019  | Forever lit                                | —          | —          | —           | —           | 29           | 13           | Platina in Nederland          |
| Walou crisis (met 3robi en Mula B)                     | 14 april 2019     | Forever lit                                | tip32      | —          | tip3        | —           | 10           | 25           | Platina in Nederland          |
| Ballin' (met Equalz en Henkie T)                       | 26 april 2019     | Jongens uit de havenstad (van Equalz)      | —          | —          | —           | —           | 48           | 4            |                               |
| Niet alsof (met MHD)                                   | 3 mei 2019        | Forever lit                                | —          | —          | —           | —           | 21           | 8            | Goud in Nederland             |
| Einde van de rit' (met Frenna)                         | 3 mei 2019        | Forever lit                                | —          | —          | —           | —           | 80           | 1            |                               |
| Designers (met IliassOpDeBeat en LouiVos)              | 7 juni 2019       | —                                          | tip27      | —          | —           | —           | 17           | 17           | Platina in Nederland          |
| Guap (met Boef)                                        | 14 juni 2019      | —                                          | 47         | 2          | tip1        | —           | 1 (1 wk)     | 19           | Platina in Nederland          |
| TikTok (met Boef en SRNO)                              | 28 juni 2019      | Forever lit                                | tip7       | —          | tip4        | —           | 2            | 16           | Platina in Nederland          |
| Flex (met Poke)                                        | 28 juni 2019      | Forever lit                                | —          | —          | —           | —           | 65           | 1            |                               |
| Overseas                                               | 28 juni 2019      | Forever lit                                | —          | —          | —           | —           | 72           | 1            |                               |
| Heel veel geld (met Frenna)                            | 28 juni 2019      | Forever lit                                | —          | —          | —           | —           | 76           | 1            | Goud in Nederland             |
| Fuik (met Henkie T)                                    | 27 september 2019 | Visionair (van Henkie T)                   | —          | —          | —           | —           | 59           | 2            |                               |
| Christian Dior (met Bryan Mg en SRNO)                  | 10 april 2020     | Hoogseizoen                                | —          | —          | tip2        | —           | 17           | 28           | Goud in Nederland             |
| 100 (met Jack)                                         | 15 april 2020     | Traplove (van Jack)                        | —          | —          | —           | —           | 84           | 1            |                               |
| Vakantie (met Jonna Fraser)                            | 19 juni 2020      | Hoogseizoen, Calma (van Jonna Fraser)      | tip31      | —          | 24          | 6           | 4            | 38           | Dubbelplatina in Nederland    |
| Champagne papi (met 3robi, Boef en SRNO)               | 28 augustus 2020  | Hoogseizoen                                | tip20      | —          | tip2        | —           | 3            | 10           | Goud in Nederland             |
| Marbella (met 3robi en SRNO)                           | 16 oktober 2020   | Hoogseizoen                                | —          | —          | —           | —           | 35           | 5            | Goud in Nederland             |
| Dansen aan de gracht (met Lil' Kleine)                 | 30 oktober 2020   | Hoogseizoen                                | —          | —          | tip5        | —           | 14           | 28           | Platina in Nederland          |
| Hilton                                                 | 15 januari 2021   | Hoogseizoen                                | —          | —          | —           | —           | 83           | 1            |                               |
| Perro (met SRNOen Broederliefde)                       | 12 februari 2021  | —                                          | —          | —          | —           | —           | 83           | 2            |                               |
| Erop eraf (met Jonna Fraser)                           | 18 juni 2021      | Turbulentie                                | —          | —          | tip10       | —           | 18           | 17           | Goud in Nederland             |
| Nog steeds vies (met Bizzey en Mula B)                 | 9 juli 2021       | —                                          | —          | —          | —           | —           | 70           | 1            |                               |
| Afterparty (met Jonna Fraser en Frenna)                | 17 september 2021 | Championships (van Jonna Fraser en Frenna) | —          | —          | —           | —           | 40           | 4            |                               |
| Domme invest (met Chivv en Boef)                       | 12 november 2021  | —                                          | —          | —          | tip8        | —           | 27           | 3            |                               |
| Givency (met Ashafar en SRNO)                          | 12 november 2021  | Etappes (van Ashafar)                      | —          | —          | —           | —           | 64           | 1            |                               |
| Alcoholist                                             | 19 november 2021  | Turbulentie                                | —          | —          | —           | —           | 65           | 1            |                               |
| Monaco (met Boef en SRNO)                              | 28 januari 2022   | Turbulentie                                | —          | —          | —           | —           | 26           | 5            |                               |
| Betalen voor dit (met Rotjoch, Idaly, Kevin en Frenna) | 4 maart 2022      | Float (van Rotjoch)                        | —          | —          | —           | —           | 44           | 2            |                               |
| Link me (met Trobi en JoeyAK)                          | 24 maart 2022     | Trobi on the beat (van Trobi)              | —          | —          | —           | —           | 77           | 4            |                               |
| Heet (met Bizzey)                                      | 15 april 2022     | Turbulentie                                | —          | —          | —           | —           | 70           | 3            |                               |
| Panorama (met SRNO)                                    | 13 mei 2022       | Turbulentie                                | —          | —          | —           | —           | 55           | 3            |                               |
| Enjoyment (met Jonna Fraser)                           | 19 augustus 2022  | Blessed for life (van Jonna Fraser)        | —          | —          | —           | —           | 52           | 3            |                               |
| Meteoriet (met Antoon)                                 | 14 oktober 2022   | Engel (van Antoon)                         | —          | —          | 33          | 7           | 14           | 30           |                               |
| African boy (met Ashafar en Josylvio)                  | 18 juni 2023      | —                                          | —          | —          | —           | —           | 62           | 2            |                               |
| Festival (met Yssi SB, Diquenza en Henkie T)           | 26 april 2024     | —                                          | —          | —          | tip6        | —           | 16           | 29           |                               |
| Geldmachine (met Boef en Josylvio)                     | 7 juni 2024       | Koude kermis                               | —          | —          | —           | —           | 56           | 1            |                               |
| Kleine schijn (met Dior)                               | 5 februari 2025   | —                                          | —          | —          | —           | —           | 85           | 1            |                               |
| Ben met SRNO (met Mensa en SRNO)                       | 4 april 2025      | —                                          | —          | —          | —           | —           | 75           | 1            |                               |
| Colombiana (met Yssi SB en DJ DYLVN)                   | 25 april 2025     | —                                          | —          | —          | —           | —           | 95           | 1            |                               |
| Lira Galore (met Russ Millions)                        | 20 juni 2025      | —                                          | —          | —          | tip7        | —           | 6            | 5            |                               |